# Arboreto de Tervuren

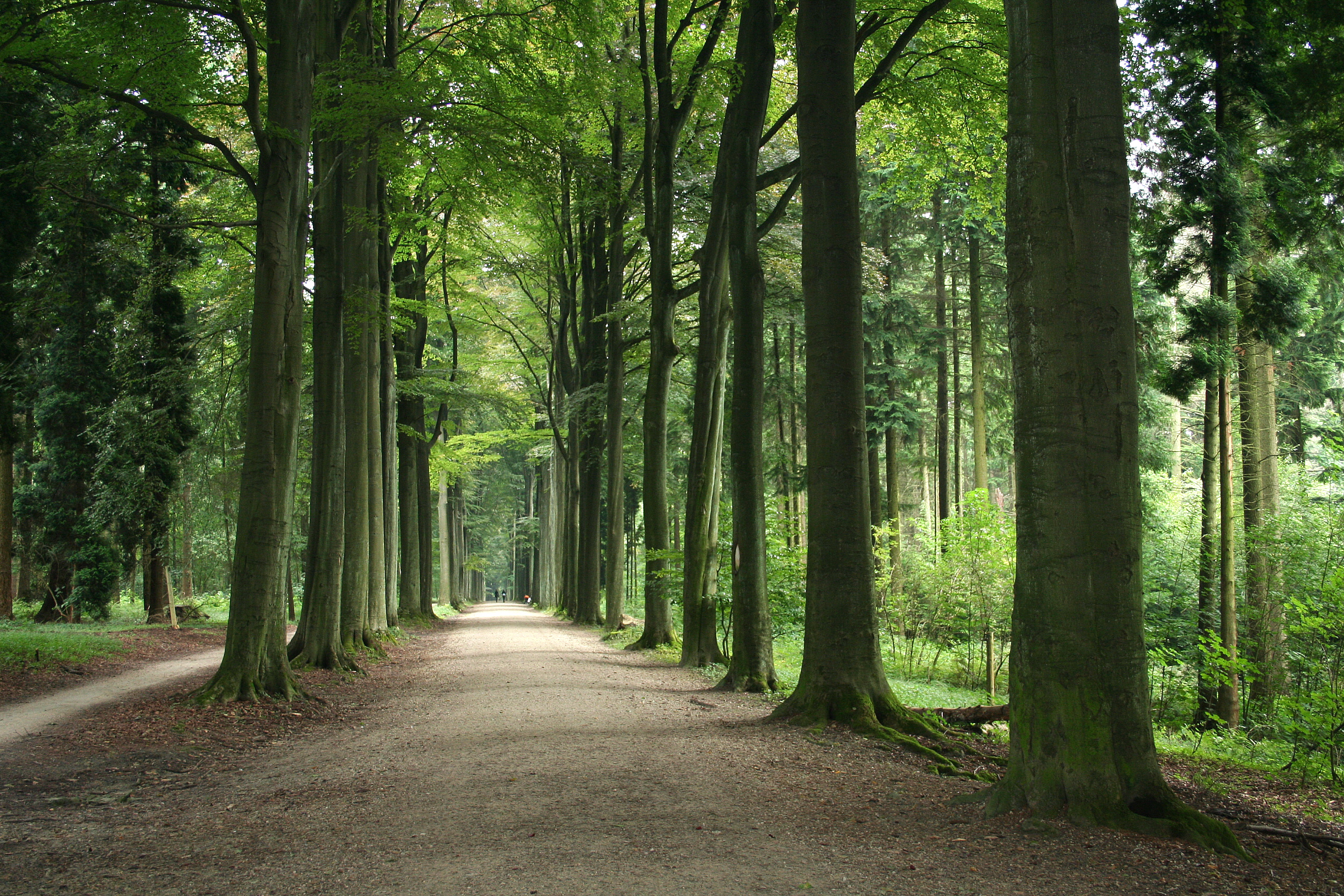
« camino real ».

El arboreto de Tervuren es un arboreto de Bélgica en la región del Brabante Flamenco. Localizado en Tervuren, cerca de Bruselas forma parte del bosque de los Capuchinos (bois des Capucins en francés, Kapucijnenbos en neerlandés) en la región noreste del bosque de Soignes (Forêt de Soignes en francés, Zoniënwoud en neerlandés).

## Historia
El arboreto se fue creando a partir de 1902 según las directrices del profesor Charles Bommer, conservador del Jardín Botánico Nacional de Bélgica sobre un terreno propiedad del rey Leopoldo II que formaría parte de Donación real (Donation royale en francés, Koninklijke Schenking en neerlandés). 
A diferencia de los arboretos de tipo sistemático que reagrupan las diferentes especies por géneros y familias botánicos; o de tipo forestal, que presentan una única especie por parcela, el principio de este arboreto es reproducir a pequeña escala los diferentes paisajes forestales de regiones templadas, sobre todo del hemisferio norte. 
El objetivo principal es el estudio de las características de las especies y de los diferentes modelos de bosque, así como su capacidad de aclimatación. Muchas especies botánicas que se hallan en Asia y en América del Norte corresponden o se parecen a especies europeas desaparecidas con las glaciaciones. Algunas especies plantadas actualmente en parques y jardines belgas se probaron previamente en Tervuren. 
A lo largo de más de un siglo de existencia, algunas variedades han desaparecido por no poder aclimatarse y otras por el contrario han prosperado naturalmente en detrimento de la supervivencia precaria de algunos grupos. Algunos medios forestales están mejor representados que otros. 
Han tenido lugar tanto las renovaciones de las plantaciones como la introducción de nuevas especies y se calcula que su número sería de 465, de las que 155 son gimnospermas (resinosas) y 310 angiospermas (foliáceas) 

## Descripción
El arboreto ofrece muchas posibilidades de paseos, tomando caminos de fácil acceso que permiten apreciar los aspectos paisajísticos que cambian en función de las estaciones y regiones representadas, o numerosas sendas que permiten penetrar al centro de las parcelas y dan, con un poco de imaginación, una sensación de exilio. 
Está dividido en dos grandes zonas, al este el Nuevo Mundo, compuesto esencialmente de plantaciones provenientes de regiones templadas de Norteamérica; y al oeste el Viejo Mundo de especies euroasiáticas. Cada zona está dividida en una veintena de parcelas numeradas con subgrupos (a, b, c, d). Estas numeraciones que corresponden a diferentes biotopos están numeradas por diferentes paneles. Las parcelas están separadas por abras con césped, paseos y estanques. 

### El Nuevo Mundo

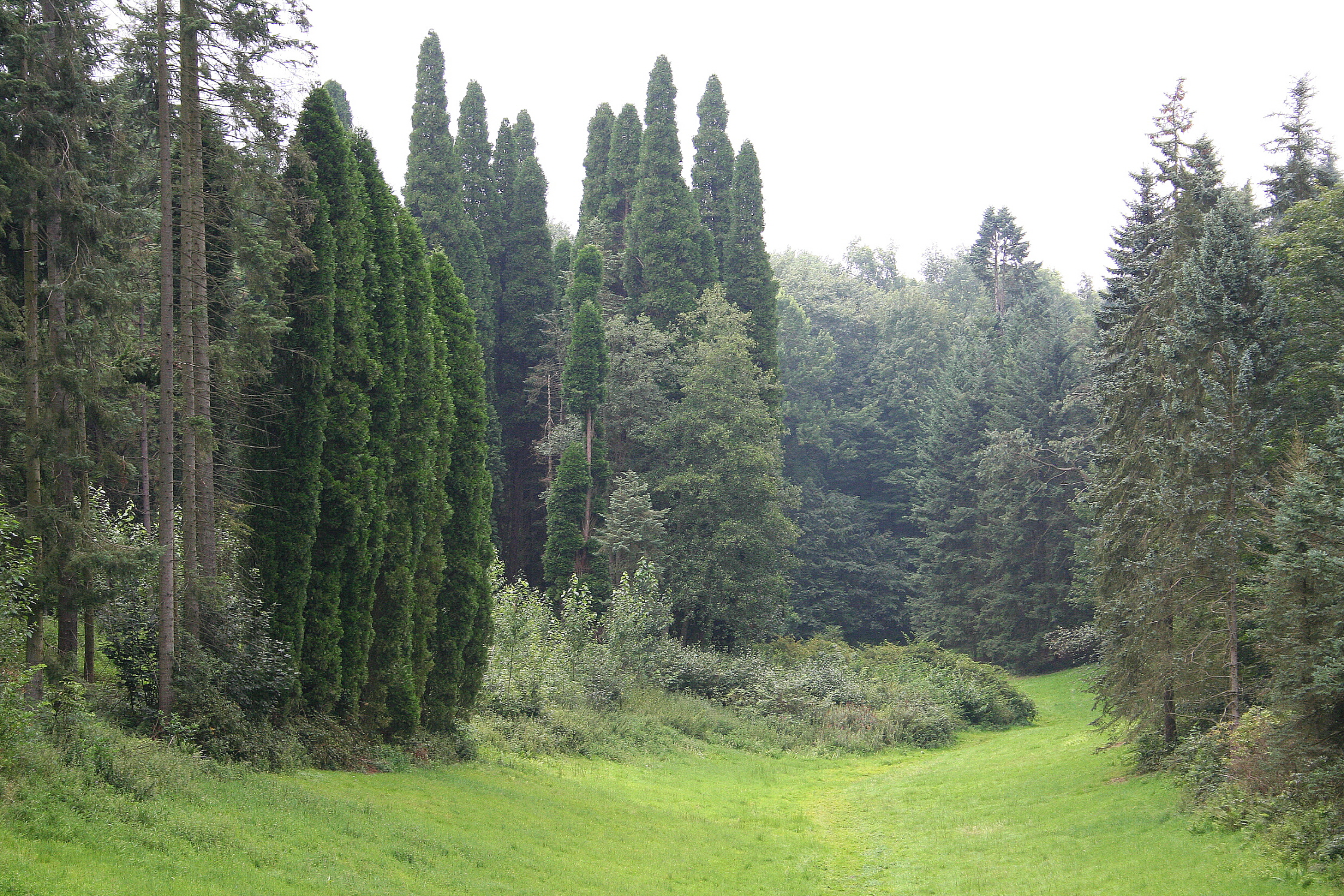
Calocedrus decurrens.

- Los grupos 1 a 9 y sus subdivisiones representan bosques del oerte de América del Norte, regiones costeras o montañosas de Alaska, la Columbia Británica, la isla de Vancouver, la Cordillera de las Cascadas, el Estado de Washington, Oregón, Sierra Nevada y las Montañas Rocosas de Montana y Colorado. Se pueden observar una mayoría de plantas resinosos, muchas variedades de pinos, abetos de Douglas, cipreses de Lawson, secuoyas gigantes a veces de 50 metros, secuoyas rojas que soportan mal la helada y entre los árboles hojosos, arces, álamos u olmos.

- Los grupos 11 a 20 y sus subdivisiones contienen especies de árboles boreales de la región de los Grandes Lagos de Canadá, de la costa este y de regiones centrales de Estados Unidos y contiene más árboles caducifolios que el anterior: arces, robles, abedules, carpes o castaños.

- En el grupo 10 quedarían los representantes de América del Sur (Chile): Araucaria,  Nothofagus.

### El Viejo Mundo
- Los grupos 21 a 29 contienen bosques europeos, de Chequia, Sudetes (alarce europeo), los Alpes, de Suecia meridional, Alemania oriental, Rusia(pino silvestre, abedul, pino), Croacia, Grecia (robles y pinos), Córcega (pino negro y castaño) y España (pino resinero).

- El grupo 30, representa Argelia con la Cabilia (cedro de los montes Atlas y tejos)

- El grupo 31, Turquía (bosque de montaña) (pinos y abetos), el 32, el Cáucaso (pinos, rododendros), Irán (pocos árboles han sobrevivido), el 34, Nepal occidental (pino, nisperero, avellano y abedul), el 35 el Macizo de Altái y Siberia meridional (pinos y abetos).

- Los grupos 36 40, el Extremo Oriente, con Manchuria y la Isla de Sajalín, China septentrional (borsque de caducifolios) , la costa sudeste (Acer capillipes, Magnolia, Metasequoia glyptostroboides) Sichuan al sudeste de China y Japón, monte Fuji, la isla de Honshu y el bosque boreal de la isla de Hokkaidō, de clima húmedo con muchas especies.